# Margarete von Wrangell-Programm
Das Margarete von Wrangell-Programm für Frauen ist ein vom Ministerium für Wissenschaft, Forschung und Kunst Baden-Württemberg (MWK) 1997 eingeführtes Habilitationsprogramm zur Förderung herausragender Nachwuchswissenschaftlerinnen. Es ist nach der ersten ordentlichen Professorin an einer deutschen Hochschule, der Agrikulturchemikerin Margarete von Wrangell, benannt.

## Förderung
Voraussetzung für die Aufnahme ist eine noch nicht längere Zeit zurückliegende herausragende Promotion. Im Rahmen des Programms qualifizieren sich die geförderten Nachwuchswissenschaftlerinnen – die Fellows – für eine Hochschullehrerinnentätigkeit. I.d.R. wird im Rahmen des Programms die Habilitation angefertigt bzw. habilitationsähnliche Leistungen erworben. Das Programm hat zum Ziel, den Anteil von Frauen an den Professuren zu erhöhen und dient damit der Gleichstellung von Wissenschaftlerinnen und Wissenschaftlern.
Das Programm wurde von 1997 bis 2020 achtzehn Mal ausgeschrieben und es wurden insgesamt 222 Wissenschaftlerinnen an fünfzehn Hochschulen des Landes Baden-Württemberg gefördert. In den Ausschreibungsrunden 2007 – 2019 wurde das Programm vom Europäischen Sozialfonds (ESF) kofinanziert. Das Margarete von Wrangell-Habilitationsprogramm ist ein dezidiertes Exzellenzprogramm und weist eine sehr gute Erfolgsbilanz auf.

## Margarete von Wrangell-Pflichten, Seminare und Netzwerk
Neben der Lehrverpflichtung von 4 Semesterwochenstunden sind die mehrmals jährlich stattfindenden Seminare verbindlich. Die Fellows bearbeiten Themen, die wichtig für die Qualifizierung auf eine Professur sind – sie werden beispielsweise auf Berufungsverfahren und -verhandlungen vorbereitet oder erhalten Gelegenheit zum Austausch mit Akteuren der Deutschen Forschungsgemeinschaft (DFG) und dem MuT-Team. Zum anderen bieten die Seminare Einblick in unterschiedlichste Forschungsarbeiten und dienen dem Austausch und der Vernetzung unter den Fellows. An den Seminaren nehmen z. T. auch ehemalige Geförderte teil, die ihre Erfahrungen an jüngere Wissenschaftlerinnen weitergeben. Besonders wertschätzen die Fellows ihr Recht, Promotionen selbständig betreuen zu dürfen.